# 11848 Paullouka
11848 Paullouka è un asteroide della fascia principale. Scoperto nel 1988, presenta un'orbita caratterizzata da un semiasse maggiore pari a 2,6496380 UA e da un'eccentricità di 0,1276335, inclinata di 1,21716° rispetto all'eclittica.